# Hoàng Thanh Trang
Hoàng Thanh Trang (* 25. April 1980 in Hanoi) ist eine ungarische Schachspielerin vietnamesischer Herkunft.

## Leben
Als sie zehn Jahre alt war, zog ihre Familie nach Budapest. Hoàng Thanh Trang studierte Wirtschaftswissenschaften an der Budapester Eötvös-Loránd-Universität.
1995 wurde sie Großmeister der Frauen (WGM), 1996 erhielt sie den Titel Internationaler Meister (IM). Im Februar 1999 wurde sie in Budapest Zweite in der Großmeistergruppe des First-Saturday-Turniers. Sie erzielte bei First Saturday Turnieren im Dezember 1999 und Februar 2000 ihre ersten beiden GM-Normen, denen sie bei der Schacholympiade 2006 der Frauen in Turin eine dritte folgen ließ, so dass sie 2007 zum Großmeister (GM) ernannt wurde. Sie ist damit erst die zwölfte Frau in der Geschichte des Weltschachbundes FIDE, die den Großmeistertitel erhielt.
Im Jahr 2006 entschied sie sich, nachdem sie zehn Jahre lang für das vietnamesische Nationalteam gespielt hatte, für Ungarn anzutreten. Der ungarische Schachverband hatte ihr schon 1996 angeboten, diesen Schritt zu wagen, und inzwischen ist sie Kapitän der ungarischen Frauennationalmannschaft. Seit April 2007 versucht ein vietnamesischer Finanzinvestor sie davon zu überzeugen, wieder für Vietnam zu spielen. Ihr Vater eröffnete im Frühjahr 2007 in Budapest ein Schachhotel, das Chesscom Hotel.

## Erfolge
1998 wurde sie in Kozhikode (Kerala) U20-Mädchen-Weltmeisterin. Im Januar 2000 gewann sie die asiatische Frauenmeisterschaft in Udaipur (Rajasthan) mit 9 Punkten aus 11 Partien, nachdem sie in der letzten Runde die indische Juniorenhoffnung Tania Sachdev in einer langen Partie besiegte. 2001 gewann sie mit großem Abstand und einem Score von 8 aus 9 das Zonenturnier der Frauen in Manila zur Weltmeisterschaftsqualifikation. Bei der Fraueneuropameisterschaft im April 2007 in Dresden wurde sie Vierte und qualifizierte sich damit für die Schachweltmeisterschaft der Frauen 2008 in Elista, bei der sie in der dritten Runde gegen K. Humpy ausschied, nachdem sie in der zweiten Runde Monika Soćko besiegt hatte. Im August 2013 gewann sie in Belgrad die 14. Europäische Einzelmeisterschaft der Frauen.
Im Oktober 2000 und April 2006 war sie unter den ersten Zehn der Elo-Rangliste der Frauen. Sie hielt bis Juni 2006 mit 64 von April bis Juni 2000 den Rekord der meisten gewerteten Spiele aller weiblichen Schachspieler in einer Dreimonatsperiode seit Einführung der Top-50-Liste der FIDE, wurde jedoch dann von Hou Yifan abgelöst, die 67 gewertete Spiele in einer Dreimonatsperiode aufwies.
| Die zur Anzeige dieser Grafik verwendete Erweiterung wurde dauerhaft deaktiviert. Wir arbeiten aktuell daran, diese und weitere betroffene Grafiken auf ein neues Format umzustellen. (Mehr dazu) |

## Nationalmannschaft
Hoàng Thanh Trang nahm zwischen 1994 und 2014 an zehn Schacholympiaden der Frauen teil, davon je fünf für den Vietnam (1994, 1996, 1998, 2000 und 2002) und für Ungarn (2006, 2008, 2010, 2012 und 2014). Bei der Schacholympiade 2002 in Bled erreichte sie das beste Einzelergebnis am Spitzenbrett. Außerdem nahm sie mit dem Vietnam an drei asiatischen Mannschaftsmeisterschaften der Frauen (1995, 1999 und 2003) teil, wobei sie 1995 und 2003 den zweiten Platz in der Mannschaftswertung erreichte und 1995 die Einzelwertung am Spitzenbrett gewann, sowie mit Ungarn an drei Mannschaftseuropameisterschaften der Frauen (2007, 2011 und 2013).

## Vereine
In Ungarn spielte Hoàng Thanh Trang bis 2012 für Honvéd Budapest und von 2013 bis 2016 für Dunaharaszti Munkás Testedző Kör. In der Saison 2016/17 der höchsten ungarischen Spielklasse trat sie für Lila Futó-Hóbagoly SE an, in der Saison 2018/19 erneut für Dunaharaszti Munkás Testedző Kör. Sie spielte auch in China erst für die Mannschaft der Nankai-Universität aus Tianjin (2011), dann für Wuxi Huafang Construction (2012). In der deutschen Frauenbundesliga war sie in der Saison 1998/99 für den USV Halle gemeldet, blieb aber ohne Einsatz; von 2013 bis 2015 spielte sie für den SC Bad Königshofen, mit dem sie 2014 die deutsche Mannschaftsmeisterschaft der Frauen gewann.
Am European Club Cup der Frauen nahm sie 2005 mit dem MTK Budapest FC, 2008 mit dem belarussischen Verein EPAM, und 2009 für den montenegrinischen Verein T-com Podgorica teil, sie erreichte 2005 das beste Ergebnis am Spitzenbrett.